# 考試院
考試院為中華民國最高考試機關，簡稱考院，為中華民國「五權憲法」制度下的國家最高機關之一；其銜稱中的「考试」一詞，不僅指文官的考選，也包括政府人事行政以及對專業人士的資格認證。除院本部外，另轄考選部、銓敘部、公務人員保障暨培訓委員會等3個中央二級機關。
考試院所掌管之「考試」事務與教育領域的升學考試並不相同，而是國家出於公共目的選拔優秀人才的測驗制度，稱為「國家考試」，類似中國古代的科举。包含公務人員考試以及專門職業及技術人員考試。

## 沿革

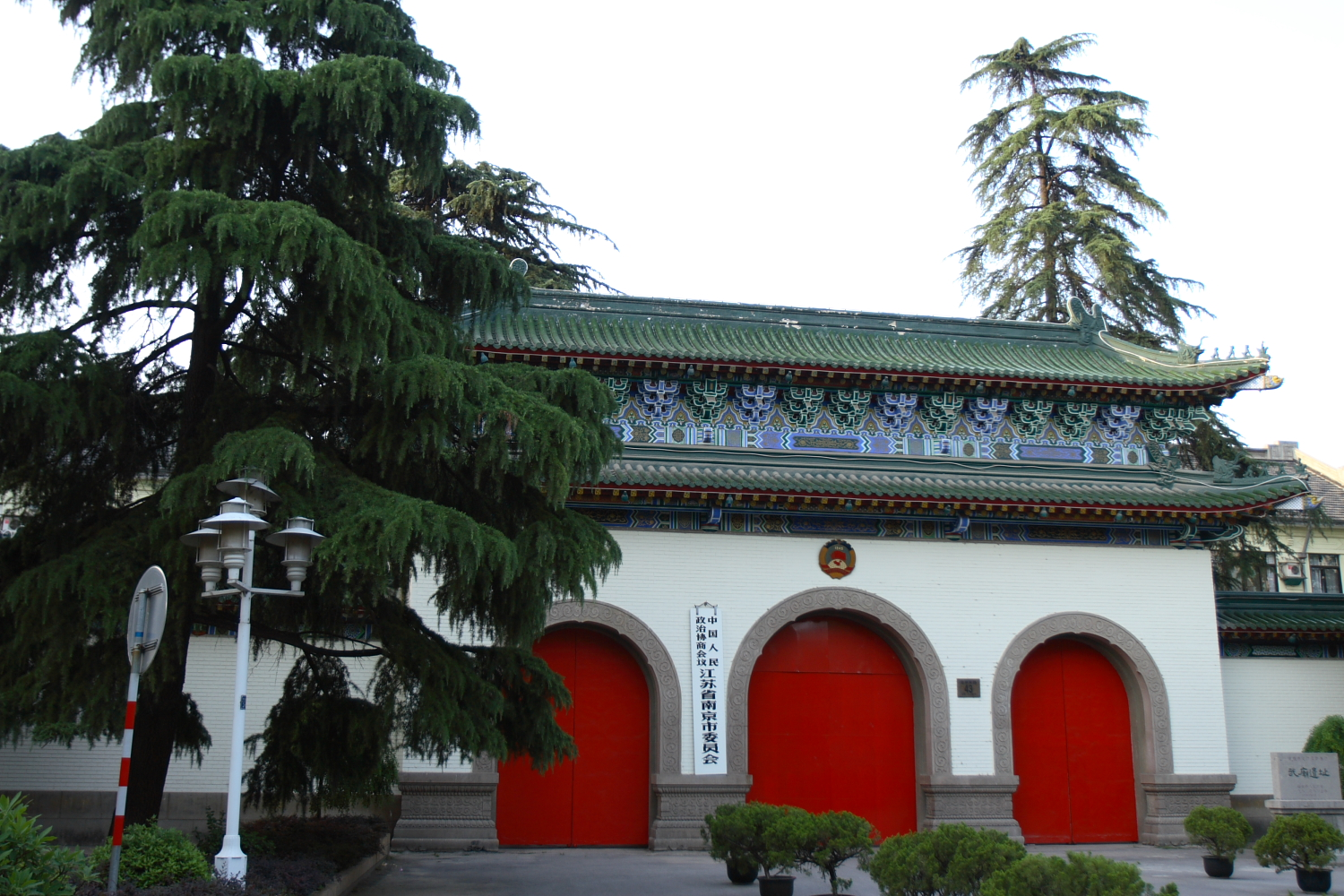
位于南京的国民政府考试院旧址

依據中華民國國父孫中山所創之五權憲法，1924年8月孙中山下令公布《考试院组织条例》，并颁布《考试条例》和《考试条例施行细则》，对广州国民政府的文官考试制度做了具体规定。1928年6月，国民革命军占领平津，二次北伐结束。1928年8月8日至15日召开的中国国民党二届五中全会接受了胡汉民、孙科的提议，做出决议结束军政、转入训政、实行五院制。1928年10月3日，中国国民党中央常务委员会第172次会议通过《训政纲领》，同日国民政府第565号训令公布《中華民國國民政府組織法》列考试院为第五章。1928年10月10日，國民政府任命戴傳賢為考試院院長，隨即在南京市羊皮巷住宅成立「考試院籌備處」，並勘定關岳廟院址改建為考試院暨所屬考選委員會、銓敘部等之辦公處所。1928年10月20日国民政府公布《考试院组织法》。1928年12月7日公布《銓敘部組織法》、1929年8月1日公布《考選委員會組織法》。
1930年1月6日，考試院與所屬考選委員會（行憲後改為考選部）及銓敘部在南京市试院路1号（今北京东路41、43号）正式成立，考試院院長兼考選委員會委員長戴傳賢、考試院副院長孫科、考選委員會副委員長邵元沖、銓敘部部長張難先等宣誓就職；1930年12月，戴院長准免兼職，國民政府特任邵元沖為考選委員會委員長。
中國抗日戰爭爆發後的1937年11月，考試院隨同國民政府遷往重慶市；至抗戰勝利，院會部各單位隨國民政府遷回南京市。1947年12月25日，《中華民國憲法》正式施行，《考試院組織法》重新修正公布。1948年7月10日，張伯苓在南京市就任考試院院長，第1屆考試委員正式就職。1949年，考試院隨中華民國政府遷往臺灣省臺北市，初暫借臺北孔廟，後於1951年遷臺北縣木柵鄉（現屬臺北市文山區）溝子口現址。
2020年1月8日，總統令修正公布《考試院組織法》，考試委員名額從19人改為7人至9人，考試院院長、副院長及考試委員任期從6年改為4年，並且新增考試委員不得赴中國大陸地區兼職，違反規定者即喪失考試委員資格。
2023年4月11月，立法院三讀通過《考試院組織法》修正草案、《銓敘部組織法》修正草案、《公務人員退休撫卹基金管理局組織法》草案、廢止〈公務人員退休撫卹基金管理委員會組織條例〉案，4月28日銓敘部成立監理司、公教人員保險監理委員會由獨立機關改為部內任務編組，4月30日退撫基金管委會改制為公務人員退休撫卹基金管理局（退撫基金管理局），同年7月1日退撫基金監委會降編併入銓敘部、成立公務人員退撫儲金監理會（退撫儲金監理會）。

## 考試委員提名、任命程序
考試院設院長、副院長各一人，考試委員若干人，由總統提名，經立法院同意任命之，不適用憲法第八十四條之規定。——中華民國憲法增修條文第6條第2項
中華民國考試委員依《中華民國憲法增修條文》規定設置若干人、任期未定，由總統提名，經立法院同意任命。
原先《考試院組織法》規定設置考試委員共11人、任期6年，2019年曾修正該法，將委員數額定為7~9人、任期4年。
總統應於前項人員任滿三個月前提名之；前項人員出缺時，繼任人員之任期至原任期屆滿之日為止。考試委員具有同一黨籍者，不得超過委員總額二分之一。
2002年6月21日，立法院針對時任總統陳水扁交付院會審查的第10屆考試院院長被提名人姚嘉文及19位考試委員行使人事同意權，其中副院長被提名人張博雅未獲表決通過，姚嘉文等委員於2002年9月1日就任，任期至2008年8月31日，副院長暫時懸缺。
2004年，陳水扁總統補提名時任銓敘部部長吳容明為第10屆副院長，6月4日經立法院表決同意，吳容明在2004年6月8日就任。由於考試院院長、副院長、秘書長、考試委員、考選部部長、銓敘部部長、公務人員保障暨培訓委員會主任委員為特任政務官，2008年5月20日隨政黨輪替請辭而出缺，由簡任第14職等常務副職代理，直到2008年9月1日新任委員就任後交接。
2008年5月，馬英九就任總統後，重新提名考試院新任委員，原預計提名時任中央研究院院士張俊彥為院長、中國國民黨副秘書長伍錦霖為副院長和19位考試委員，惟張氏在7月6日宣布退出提名，其餘20人經立法院於7月11日表決通過，2008年9月1日就任，任期至2014年8月31日，院長暫時懸缺，由副院長伍錦霖代理院務。同年11月14日，立法院表決選出補提名的時任中國國民黨副主席關中為院長。2011年1月31日，副院長伍錦霖轉任總統府秘書長，副院長故懸缺1年多。2012年3月，伍錦霖卸任總統府秘書長，馬英九總統旋即提名伍氏回任副院長，立法院於4月13日進行表決，以66票贊成通過。
2024年5月31日，總統賴清德提名時任考試院副院長周弘憲為院長、前考選部部長許舒翔為副院長等共9名被提名人為第14屆考試委員，惟至同年8月31日前屆考試委員卸任前，立法院仍尚未表決人事案，造成委員全體出缺，成為考試院自國民政府時期在南京成立以來，首度出現同時無正副首長運作的情況，直至同年12月17日立法院才完成表決人事案，並於12月20日正式就職。

### 歷屆委員任期、數額變化
訓政時期
憲政時期
| 屆別   | 法定任期 | 實際任期                    | 委員產生程序                     | 委員名額 |
| ------ | -------- | --------------------------- | -------------------------------- | -------- |
| 第1屆  | 6年      | 1948年9月8日－1954年8月31日 | 由總統提名，經監察院同意後任命   | 19名     |
| 第2屆  | 6年      | 1954年9月1日－1960年8月31日 | 由總統提名，經監察院同意後任命   | 19名     |
| 第3屆  | 6年      | 1960年9月1日－1966年8月31日 | 由總統提名，經監察院同意後任命   | 19名     |
| 第4屆  | 6年      | 1966年9月1日－1972年8月31日 | 由總統提名，經監察院同意後任命   | 19名     |
| 第5屆  | 6年      | 1972年9月1日－1978年8月31日 | 由總統提名，經監察院同意後任命   | 19名     |
| 第6屆  | 6年      | 1978年9月1日－1984年8月31日 | 由總統提名，經監察院同意後任命   | 19名     |
| 第7屆  | 6年      | 1984年9月1日－1990年8月31日 | 由總統提名，經監察院同意後任命   | 19名     |
| 第8屆  | 6年      | 1990年9月1日－1996年8月31日 | 由總統提名，經監察院同意後任命   | 19名     |
| 第9屆  | 6年      | 1996年9月1日－2002年8月31日 | 由總統提名，經國民大會同意後任命 | 19名     |
| 第10屆 | 6年      | 2002年9月1日－2008年8月31日 | 由總統提名，經立法院同意後任命   | 19名     |
| 第11屆 | 6年      | 2008年9月1日－2014年8月31日 | 由總統提名，經立法院同意後任命   | 19名     |
| 第12屆 | 6年      | 2014年9月1日－2020年8月31日 | 由總統提名，經立法院同意後任命   | 19名     |
| 第13屆 | 4年      | 2020年9月1日－2024年8月31日 | 由總統提名，經立法院同意後任命   | 7至9名   |
| 第14屆 | 4年      | 2024年12月20日－現任        | 由總統提名，經立法院同意後任命   | 7至9名   |

## 組織
考試院置院長1人、副院長1人、考試委員7至9人，由總統提名、經立法院同意任命之，任期4年。另置秘書長、副秘書長各1人。考試院的政策及有關重大事項，都需經過考試院會議討論決定。此外依据《行政院人事行政總處組織法》規定，其有關考銓業務應受考試院監督。

### 任職資格
依《考試院组织法》第四條之規定，考試院考試委員，應具有下列各款資格之一：
1. 曾任大學教授十年以上，聲譽卓著，有專門著作者。
2. 高等考試及格二十年以上，曾任簡任職滿十年，成績卓著，而有專門著作者。
3. 學識豐富，有特殊著作或發明者。

前項資格之認定，以提名之日為準。

### 院本部
人事
- 院長
- 副院長
- 考試委員
- 秘書長
- 副秘書長
- 參事、主任

部門
- 秘書處
- 考選處
- 銓敘處
- 資訊處
- 保訓綜規處
- 編研中心
- 人事室
- 會計室
- 統計室
- 政風室
- 法規委員會

### 二級機關
- 考選部：主管公務人員考試、專門職業及技術人員考試等各種國家考試。
- 銓敘部：負責公務人員之銓敘、撫恤、退休及其任免、考績、級俸、升遷、褒獎等法制事項，所屬三級機關有公務人員退休撫卹基金管理局。
- 公務人員保障暨培訓委員會：負責有關公務人員權利保障與訓練進修政策、法制事項，並執行各項保障業務暨規劃辦理公務人員考試筆試錄取人員訓練、升任官等及行政中立等項訓練。所屬三級機關有國家文官學院。

## 歷任考試院政務首長
- 國民政府時期

| 任期        | 起始日期                   | 院長   | 副院長               | 秘書長               | 考選委員會委員長 | 銓敘部部長    |
| ----------- | -------------------------- | ------ | -------------------- | -------------------- | ---------------- | ------------- |
| 1           | 1928年10月25日             | 戴傳賢 | 孫科                 | 陳大齊 許崇灝        | 戴傳賢兼         | 張難先        |
| 2           | 1930年11月23日             | 戴傳賢 | 孫科 劉蘆隱          | 許崇灝 陳大齊        | 邵元冲           | 張難先 鈕永建 |
| 3 訓政第4屆 | 1932年1月1日 1932年1月28日 | 戴傳賢 | 劉蘆隱 鈕永建        | 陳大齊 許崇灝        | 邵元冲           | 林 翔 石 瑛   |
| 5           | 1935年12月12日             | 戴傳賢 | 鈕永建               | 許崇灝               | 邵元冲           | 石瑛          |
| 6           | 1938年1月4日               | 戴傳賢 | 鈕永建               | 許崇灝               | 盧毓駿           | 鈕永建兼      |
| 7           | 1939年11月20日             | 戴傳賢 | 鈕永建 朱家驊 周鐘岳 | 許崇灝 陳大齊 史尚寬 | 盧毓駿           | 李培基 賈景德 |
| 8 訓政第9屆 | 1945年6月4日 1947年4月23日 | 戴傳賢 | 周鐘岳               | 史尚寬               | 盧毓駿 田炯錦    | 賈景德        |

- 1948年行憲後

| 屆次 | 起始日期                                   | 院長                           | 副院長                                                | 秘書長                                          | 考選部部長                  | 銓敘部部長             | 保訓會主委             | 撫卹會主委                         |
| ---- | ------------------------------------------ | ------------------------------ | ----------------------------------------------------- | ----------------------------------------------- | --------------------------- | ---------------------- | ---------------------- | ---------------------------------- |
| 1    | 1948年7月10日 1949年11月25日 1952年4月21日 | 張伯苓 鈕永建代:507,549 賈景德 | 賈景德 （懸缺） 羅家倫                                | 雷法章 馬國琳 景佐綱                            | 田炯錦 馬國琳 史尚寬        | 沈鴻烈 皮作瓊 雷法章   |                        |                                    |
| 2    | 1954年9月1日                               | 莫德惠                         | 王雲五 程天放                                         | 景佐綱 關吉玉                                   | 史尚寬 陳雪屏 黃季陸        | 雷法章                 |                        |                                    |
| 3    | 1959年9月1日                               | 莫德惠                         | 程天放                                                | 關吉玉                                          | 黃季陸 李壽雍               | 石覺                   |                        |                                    |
| 4    | 1966年9月1日                               | 孫科                           | 程天放                                                | 鍾天心                                          | 李壽雍 鍾皎光               | 石覺                   |                        |                                    |
| 5    | 1972年9月1日 1973年9月14日 1973年10月20日  | 孫科 （懸缺） 楊亮功           | 楊亮功 楊亮功代理院長職務:516 劉季洪                  | 鍾天心 曹翼遠                                   | 鍾皎光                      | 石覺 韓中謨 鄧傳楷     |                        |                                    |
| 6    | 1978年9月1日                               | 劉季洪                         | 張宗良                                                | 曹翼遠 劉先雲                                   | 鍾皎光 唐振楚               | 鄧傳楷                 |                        |                                    |
| 7    | 1984年9月1日                               | 孔德成                         | 林金生                                                | 王曾才                                          | 瞿韶華                      | 陳桂華                 |                        |                                    |
| 8    | 1990年9月1日 1993年4月24日                 | 孔德成 邱創煥                  | 林金生 毛高文                                         | 張維一 吳容明 伍錦霖                            | 王作榮 黄雅榜代             | 陳桂華 关中 李若一代   | （增設） 林基源        | （增設） 毛高文兼                  |
| 9    | 1996年9月1日                               | 許水德                         | 關中 （懸缺）                                         | 吳挽瀾 吳鴻顯 許慶復                            | 陳金讓 吳挽瀾 劉初枝        | 邱進益 吳容明          | 林基源 周弘憲          | 關中兼                             |
| 10   | 2002年9月1日                               | 姚嘉文                         | 吳容明                                                | 朱武獻 蔡良文代 吳英璋 蔡良文代 張俊彥 蔡良文代 | 劉初枝 林嘉誠               | 吳容明 朱武獻 吳聰成代 | 周弘憲 劉守成 鄭吉男代 | 吳容明兼                           |
| 11   | 2008年9月1日 2008年11月19日                | （懸缺） 關中                  | 伍錦霖代理院長職務:537 伍錦霖 （懸缺） 伍錦霖（二次） | 林水吉 黃雅榜                                   | 楊朝祥 賴峰偉 董保城        | 張哲琛                 | 張明珠 蔡璧煌          | 伍錦霖兼 黃雅榜代 伍錦霖兼（二次） |
| 12   | 2014年9月1日                               | 伍錦霖                         | 高永光 李逸洋                                         | 李繼玄                                          | 董保城 邱華君 蔡宗珍 許舒翔 | 張哲琛 周弘憲          | 蔡璧煌 李逸洋 郭芳煜   | 高永光兼 李逸洋兼                  |
| 13   | 2020年9月1日                               | 黃榮村                         | 周弘憲                                                | 劉建忻                                          | 許舒翔 劉孟奇               | 周志宏 施能傑          | 郝培芝 蔡秀涓          | 周弘憲兼 （併入銓敘部裁撤）        |
| 14   | 2024年9月1日 2024年12月20日                | （懸缺） 周弘憲                | （懸缺） 許舒翔                                       | 劉建忻                                          | 劉孟奇                      | 施能傑                 | 蔡秀涓                 |                                    |

## 歷屆考試委員
- 粗體為連屆

| 第1屆考試委員 |
| --- |
| 陳逸松、周從政、李運華、于樹德、盧毓駿、張忠道、盧逮曾、趙青譽、黃麟書、張默君、高一涵、馬師儒、水梓、張其昀、柳詒徵、艾偉、鄧鴻藩、張儐生、陳劍翛                                   |
| 第2屆考試委員 |
| 李紹言、賈宣之、張儐生、陳固亭、潘貫、黃崑山、王立哉、羅時實、方永蒸、陸錫光、陳玉科、查良釗、盧毓駿、張廷休、馬國琳、管公度、黃麟書 、張默君、楊亮功                                |
| 第3屆考試委員 |
| 劉象山、成惕軒、康代光、孫清波、張廷休、王立哉、陸錫光、陳玉科、羅時實、張默君、劉兼善、陳固亭、方永蒸、馬國琳、黃麟書、查良釗、翁之鏞、盧毓駿、楊亮功                               |
| 第4屆考試委員 |
| 鍾天心、黃麟書、劉象山、侯暢、康代光、孫清波、陸錫光、華仲、羅時實、陳固亭、翁之鏞、查良釗、賴順生、盧毓駿、張邦珍、王立哉、成惕軒、馬國琳、周肇西、楊亮功                           |
| 第5屆考試委員 |
| 李㪱燊、朱建民、金祖年、盧衍祺、張則堯、侯暢、華仲、賴順生、顧元亮、劉象山、曹翼遠、賈馥茗、康代光、張光亞、陸錫光、張邦珍、周肇西、馬漢寶、成惕軒                                   |
| 第6屆考試委員 |
| 康代光、賴順生、劉象山、楊必立、傅肅良、李世勳、周恆、王德馨、侯暢、張則堯、金祖年、盧衍祺、華仲、成惕軒、賈馥茗、黃棟培、丁中江、馬漢寶、張光亞                                     |
| 第7屆考試委員 |
| 李崇道、王作榮、徐佳士、侯 健、于惠中、王執明、耿雲卿、曾霽虹、馮信孚、盧衍祺、譚天錫、王文、李世勳、陳水逢、賈馥茗、王華中、姚蒸民、傅肅良、張維一                                  |
| 第8屆考試委員 |
| 陳水逢、張鼎鍾、施嘉明、城仲模、張定成、郭俊次、劉垕、王曾才、田維新、洪文湘、陳炳生、于惠中、余傳韜、周何、耿雲卿、曹伯一、王執明、譚天錫、何世延                                   |
| 第9屆考試委員 |
| 王全祿、田維新、李光雄、吳泰成、林清江、洪文湘、施嘉明、柯澤東、張鼎鍾、許桂霖、許濱松、陳聽安、趙淑德、蔡文斌、蔡憲六、劉興善、賴源河                                               |
| 第10屆考試委員 |
| 伊凡·諾幹（Iban Nokan）、吳茂雄、吳泰成、吳嘉麗、李慶雄、李慧梅、林玉、邱聰智、洪德旋、徐正光、張正修、許慶復、郭光雄、陳茂雄、劉武哲、劉興善、蔡式淵、蔡璧煌、邊裕淵                |
| 第11屆考試委員 |
| 邱聰智、蔡璧煌、蔡式淵、邊裕淵、李慧梅、吳泰成、黃富源、李雅榮、胡幼圃、陳皎眉、何寄澎、詹中原、黃俊英、高明見、李選、林雅鋒、歐育誠、蔡良文、浦忠成、張明珠、高永光、黃錦堂、趙麗雲 |
| 第12屆考試委員 |
| 陳皎眉、詹中原、李選、蔡良文、浦忠成、陳慈陽、張明珠、何寄澎、黃錦堂、趙麗雲、王亞男、張素瓊、馮正民、蕭全政、周志龍、黃婷婷、周萬來、謝秀能、周玉山、楊雅惠                         |
| 第13屆考試委員 |
| 陳慈陽、楊雅惠、周蓮香、吳新興、姚立德、伊萬·納威（Iwan Nawi）、陳錦生、王秀紅、何怡澄                                                                                               |
| 第14屆考試委員 |
| 邱文彥、鄧家基、呂秋慧、黃東益、伊萬·納威（Iwan Nawi）、王秀紅 |

## 存廢爭議
2017年2月19日，時任民主進步黨立法委員李俊俋說，從憲政結構來看，廢除考試院是未來一定要走的路，但因修憲程序困難（要經過立法院，還必須公民複決），短期內很難實現。民進黨立法院黨團總召集人柯建銘說，年金改革在即，修改《考試院組織法》緩不濟急，廢除考試院更會引發衝突與對立，現在還不是修憲時刻。時代力量立法委員徐永明說，推動修憲、廢除考試院與監察院是時代力量的重要政策，但目前民進黨立法委員不連署時代力量的修憲案。

## 外部連結
- （繁體中文）（英文）考試院 （页面存档备份，存于）
- 考試院的Facebook專頁